# Itaituba
Itaituba est une ville brésilienne du sud ouest du Pará, sur la rive gauche de le rio Tapajós. La ville est aussi un important centre socio-économique dans l'ouest de l'État.
Itaituba est la quinzième plus grande ville (par population) dans l'État du Pará, la troisième plus grande ville de l'ouest de l'État, et est au treizième rang des communes du Para pour le PIB. La ville est considérée comme de taille moyenne, et l'une des villes les plus prospères dans la campagne du Brésil.
Les habitants d'Itaituba sont les itaitubenses. Le surnom donné à la ville est cidade pepita, qui se traduit par "ville pépite". La ville est associée pour l'activité aurifère dans la vallée du rio Tapajós, ses nombreux paysages naturels (par exemple, les plages de sable qui se forment pendant les saisons sèches, et aussi les chutes d'eau situées dans le district de São Luiz do Tapajós), ainsi que pour sa proximité au Parc national de l'Amazonie. La ville est desservie par l'aéroport d'Itaituba.
La commune contiendra une partie de la réserve d'eau de la centrale hydroélectrique de Jatobá sur le fleuve Tapajós.

## Étymologie
Le toponyme "Itaituba" provient, en langue tupi, du terme itá'imtyba, qui signifie "rassemblement de petites pierres" (itá, pierre + 'im, diminutif + tyba, rassemblement).

## Histoire

### Occupation des terres lors de lapréhistoire du Brésil
Avant l'arrivée des Européens dans la région au XVIIe siècle, les terres sont occupés par les peuples indigènes du Brésil, et plus particulièrement par les Munduruku.

### Début de la colonisation européenne
La présence de Néerlandais, Français et Anglais dans l'estuaire du fleuve Amazone menace la domination portugaise dans la région, et incite les Portugais à s'installer de façon durable dans l'état du Pará par le biais de l'expédition de Francisco Caldeira Castelo Branco, qui, en 1616, a fondé la ville de Belém. Lors de la fondation du Grão-Pará, le gouvernement portugais fait expulser les étrangers présents sur ces terres, et plusieurs expéditions sont organisées pour détruire les établissements étrangers qui avaient été créés dans la région. Parmi ces expéditions, celle du capitaine Pedro Teixeira, en 1626, est la plus importante, parce que les Portugais atteignent pour la première fois les rives du fleuve Tapajós, et entrent en contact avec les indigènes tapajós, dans un endroit qui aujourd'hui est considéré comme la baie d'Alter-do-Chão. En 1639, Pedro Teixeira revient au fleuve Tapajós, accompagnés des jésuites.
En 1697, un fort est établi à l'embouchure du fleuve par Francisco da Costa Falcão, puis les jésuites s'installent successivement dans les villages de Saint-Joseph ou Matapus en 1722, Saint Ignace ou Tupinambaranas en 1737, puis Borari et Arapiuns. Sous l'administration du gouverneur et du capitaine général Francisco Xavier de Mendonça Furtado, le gouvernement a initié le retrait des jésuites de ces villages, et élève au rang de ville l'ancien village de Tapajós, avec la dénomination nouvelle de Santarém. Borari et Arapiuns changent de dénominations en 1757, pour s'appeler désormais Alter-do-Chão et Vila Franca, et, en 1758, Saint Ignace et Saint-Joseph prennent les nouveaux noms de Boim et Pinhel.
Sous l'administration de José de Naples de Menezes, Aveiro est fondée en 1781, et la paroisse de Notre-Dame de la Conception est érigée. Sur la base de la documentation historique existante, on sait qu'en 1812, la place d'Itaituba existe déjà, puisqu'elle est décrite, dans la correspondance de voyage de Miguel João de Castro sur le fleuve Tapajós, comme le centre d'exploration et de commerce des épices du Haut-Tapajós. En 1836, durant les évènements du Cabanagem, Brasília Legal est fondée comme poste de résistance sur la rive gauche du fleuve Tapajós. Selon Ferreira Penna, en 1836, Itaituba est un village d'Indiens, appartenant au Grão-Pará, où un petit détachement est envoyé. Parmi les noms que l'histoire peut mettre en évidence pour cette municipalité, il est mentionné celui du lieutenant-colonel Joaquim Caetano Corrêa, considéré comme le fondateur de la municipalité. Jusqu'à 1853, Itaituba dépend de la paroisse de Pinhel, passant ensuite sous la juridiction de Boim.

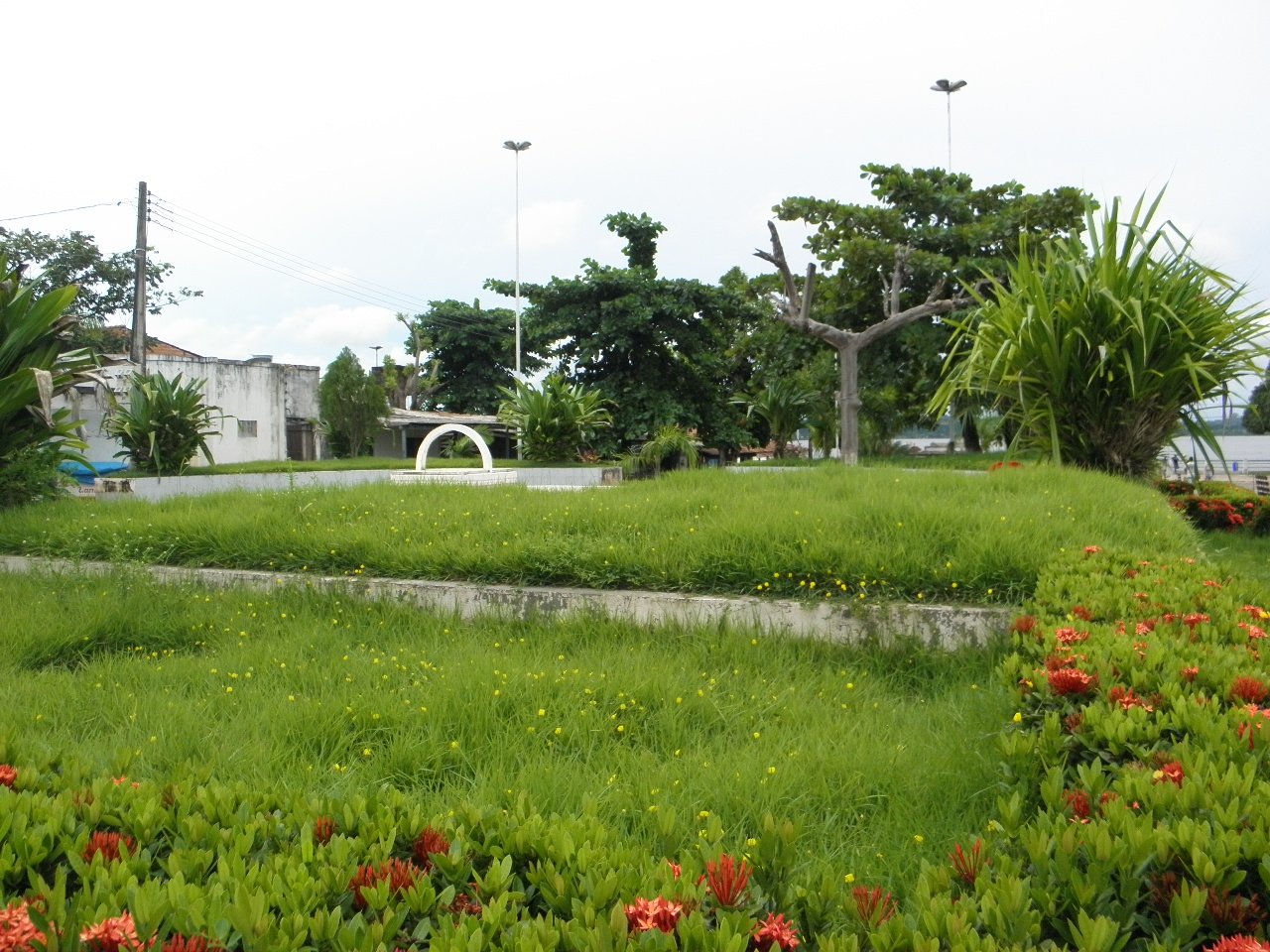
Praca do Centenário, construit pour célébrer le centenaire de la fondation d'Itaituba.
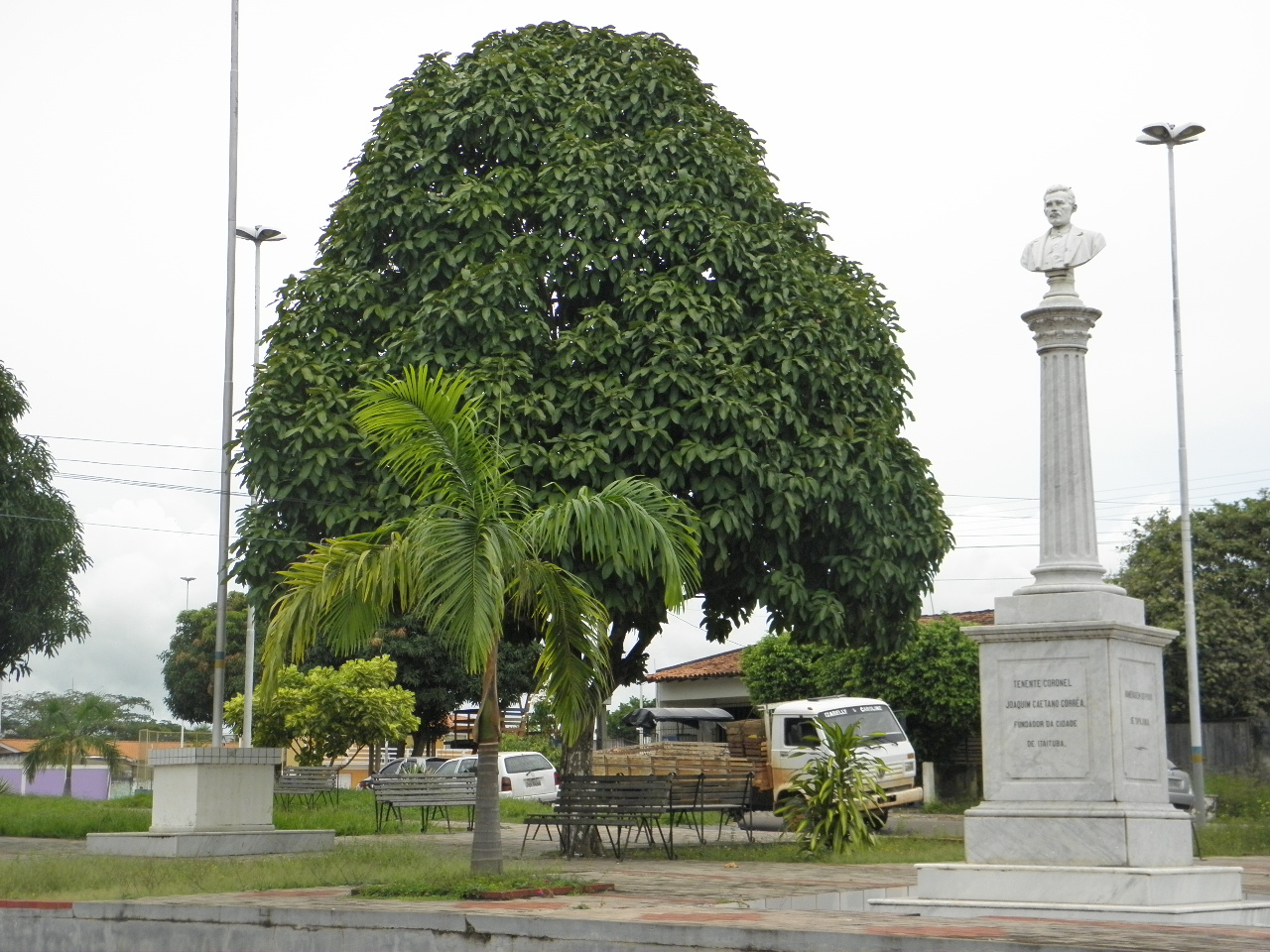
Praça da Bandeira (Place du drapeau). Sur cette photo, le buste de Joaquim Caetano Corrêa, fondateur du siège de la municipalité d'Itaituba

### Émancipation politique
Avec la Loi 266, du 16 octobre 1854, Brasilia Legal est élevée au rang de ville et, comme elle ne correspondait pas aux attentes, la Loi 290, du 15 décembre 1856 transfère ce statut à Itaituba. Le siège de la municipalité est installé le 3 novembre de l'année suivante. La Loi 1 152, du 4 avril 1883, démembre une partie de la municipalité d'Itaituba pour constituer celle d'Aveiro, qui avait été créé lors de l'élévation de la paroisse de Notre-Dame de la Conception d'Aveiro. Le statut de ville est attribué à Aveiro en 1900, en vertu de la Loi 684 du 23 mars.
Par le décret Six, du 4 novembre 1930, la municipalité est maintenue, mais le décret 72, du 27 décembre de la même année, place son territoire sous l'administration directe de l'État. En tant qu'unité autonome, elle apparaît également au sein de la loi Huit, du 31 octobre 1935. Dans le tableau annexé au Décret-Loi 2 972, du 31 mars 1938, deux districts sont constitués : Itaituba et Brasilia Legal, demeurant ainsi dans la division territoriale fixée pour la période 1939-1943, établie par le Décret-Loi 3 131, du 31 octobre 1938, ainsi que dans la division établie pour la période 1944-1948, fixée par le Décret-Loi 4 505, du 30 décembre 1943.
L'aire territoriale d'Itaituba est redécoupée le 13 décembre 1991, et une partie de l'ancienne zone constitutive de la ville sert à la fondation des municipalités nouvelles de Novo Progresso, Trairão et Jacareacanga.

## Géographie
La ville se situe à la latitude 04° 16′ 34″ sud et à une longitude 55° 59′ 01″ ouest. Elle est située sur la rive gauche du fleuve Tapajós.

### Climat
Le climat d'Itaituba est caractérisé par une alternance de moussons, chaudes et humides (de type Am d'après la classification de Köppen), avec de faibles amplitudes thermiques, et des températures moyennes supérieures à 18 °C quel que soit le mois de l'année. Les précipitations sont abondantes durant la plus grande partie de l'année, avec une courte saison sèche, se produisant généralement en hiver, ce qui conduit à une pluviométrie supérieure à 2000 mm. L'humidité relative est élevée, avec un temps moyen d'ensoleillement proche de 2100 heures/an, et un pic d'ensoleillement entre juillet et septembre.
D'après les données de l'Instituto Nacional de Meteorologia (INMET), la plus basse température relevée à Itaituba depuis 1966 a été de 12,6 °C, en date du 21 juillet 1968, tandis que la température la plus élevée atteinte a été de 40,4 °C le 3 octobre 1994.
| Records de pluviométries sur 24 heures, pour chaque mois (INMET, 01/02/1961-présent) | Records de pluviométries sur 24 heures, pour chaque mois (INMET, 01/02/1961-présent) | Records de pluviométries sur 24 heures, pour chaque mois (INMET, 01/02/1961-présent) | Records de pluviométries sur 24 heures, pour chaque mois (INMET, 01/02/1961-présent) | Records de pluviométries sur 24 heures, pour chaque mois (INMET, 01/02/1961-présent) | Records de pluviométries sur 24 heures, pour chaque mois (INMET, 01/02/1961-présent) |
| Mois                                                                                 | Précipitations                                                                       | Date                                                                                 | Mois                                                                                 | Précipitations                                                                       | Date                                                                                 |
| ------------------------------------------------------------------------------------ | ------------------------------------------------------------------------------------ | ------------------------------------------------------------------------------------ | ------------------------------------------------------------------------------------ | ------------------------------------------------------------------------------------ | ------------------------------------------------------------------------------------ |
| Janvier                                                                              | 139,6 mm                                                                             | 12/01/1991                                                                           | Juillet                                                                              | 67,8 mm                                                                              | 31/07/1990                                                                           |
| Février                                                                              | 139,4 mm                                                                             | 27/02/1978                                                                           | Août                                                                                 | 71,9 mm                                                                              | 31/08/2011                                                                           |
| Mars                                                                                 | 141,3 mm                                                                             | 07/03/2016                                                                           | Septembre                                                                            | 94,3 mm                                                                              | 24/09/1999                                                                           |
| Avril                                                                                | 156,8 mm                                                                             | 20/04/2006                                                                           | Octobre                                                                              | 164,2 mm                                                                             | 30/10/1991                                                                           |
| Mai                                                                                  | 108,6 mm                                                                             | 01/05/1999                                                                           | Novembre                                                                             | 120 mm                                                                               | 16/11/1971                                                                           |
| Juin                                                                                 | 86 mm                                                                                | 01/06/1978                                                                           | Décembre                                                                             | 107 mm                                                                               | 10/12/2014                                                                           |

## Économie
Considéré par l'Institut brésilien de géographie et de statistiques comme un centre sous-régional (troisième dans la hiérarchie de classification des centres urbains de l’Institut brésilien de géographie et de statistiques), Itaituba est caractérisé par l’existence d’activités de gestion et présence une influence notable sur les municipalités les plus proches. Ville de taille moyenne (entre 100 000 et 500 000 habitants), la ville dispose de 5 agences bancaires. Itaituba trouve, dans le secteur des services, le moteur principal de son économie. Responsable de 71% de l’ensemble des richesses produites dans la municipalité, le secteur des services est l’un des 10 plus développés de l’état de Pará. Sur la période allant de 2002 à 2007, le produit intérieur brut de la ville d'Itaituba présente une croissance de 8,9%, ce qui place la ville sur la liste des 106 municipalités dont la croissance moyenne du produit intérieur brut, au cours de la période, était supérieure à la moyenne de la croissance nationale.
Les autres points forts de l’économie d’Itaituba sont le secteur industriel, l’exploitation minière et l’agriculture. Dans l’industrie, la production de produits à base de calcaire est importante (matière première abondante dans le sous-sol de la municipalité), faisant de la ville l’un des principaux producteurs de ciment du pays. Dans le secteur minier, les activités d’exploration aurifère à Vale do Tapajós sont notables. L’installation de grands conglomérats liés à l’activité minière a mené, en 2008, Itaituba à produire à elle seule 1,1% de toute la richesse produite dans le secteur de l’état de Pará, et à représenter l'un des 14 plus grands produits nationaux bruts du secteur.
Enfin, dans le secteur agricole, les activités de l'agriculture familiale et les petites exploitations animales sont majoritaires. Le point culminant du secteur est la foire agricole de la municipalité, qui voit des transactions financières se chiffrant en millions de reais chaque année, et constitue l’un des plus grands événements de ce secteur dans l’ouest du Pará.
La municipalité d’Itaituba, entre le milieu des années 1980 et le début des années 1990, a fortement basé son économie sur l’extraction de l’or dans le Vale do Tapajós, la plus grande région d’or du Paraense Ouest. Au cours de cette période, on estime que plus de 500 tonnes d’or ont été exploités dans la région. En raison de l’exploitation minière, l'aéroport d’Itaituba a connu un développement important. Cependant, cette croissance économique a également contribué à une croissance désorganisée de la ville, avec une augmentation significative de la pauvreté dans les zones périphériques, ainsi qu’à une dégradation importante de l’environnement, causée par le mercure. Après la baisse de l’exploitation de l’or (au début des années 90), la ville a commencé à voir des développements économiques liés principalement au secteur agricole, et à l'exploitation du bois. L’un des principaux obstacles au développement économique de la région a été l’approvisionnement en énergie, qui, jusqu’à la fin des années 1990, représentait un problème chronique pour la ville.

## Culture
Les plus grandes festivités d’Itaituba sont la fête de la Dame de Sant’ana, le Festival folklorique d’ASGRUFOCITA et la foire de l’Agrobétail. Les festivités de Notre-Dame de Sant’Ana, patronne de la commune, débutent au cours la première quinzaine de juillet et se terminent par la procession du Círio, le 26 du même mois. En même temps se déroulent les festivités de la paroisse Notre-Dame du bon remède, patronne de la haute ville, où se trouve la plus grande église de la ville, connue sous le nom d'« église ronde ». Le Festival folklorique d’ASGRUFOCITA rassemble tous les groupes folkloriques et culturels de la commune dans un concours de danses, promu par l’Association des groupes folkloriques et culturels d’Itaituba, au cours de la première quinzaine du mois de juillet. L’événement a un auditoire fidèle de plus de 10 000 personnes, avec la participation d'une douzaine d'associations chaque année. La Foire de l’Agrobétail, qui se déroule dans le parc des expositions Mota Gueiros, se déroule annuellement en octobre.

### Points de Culture
La municipalité a deux Points de culture : le Point Culture de l'Or, de l’Association des groupes folkloriques et culturels de l’Itaituba, en partenariat avec le Ministère de la culture du Brésil, qui développe plusieurs activités culturelles et favorise tous les événements culturels de la municipalité; et le point Arteando a Periferia, de l’Association des enfants d’Itaituba-ASFITA, récemment affilié à SECULT. Les deux entrent dans le cadre du programme culture vivante du gouvernement fédéral brésilien.

### Musique
La ville d’Itaituba est reconnue au niveau régional pour son apport à la musique régionale brésilienne. Chaque année a lieu dans la ville d’Itaituba le concours des bandes et Fanfarras, peu après le défilé de la patrie, au cours du mois de septembre. Dans ce cadre, la ville a déjà reçu la visite de chanteurs célèbres de musique brésilienne tels que: Cristiano Araujo, Lucas Lucco, Luan Santana, Marília Mendonça, Leo Magalhaes, Eduardo Costa ou encore Banda Calcinha Preta.

## Sport

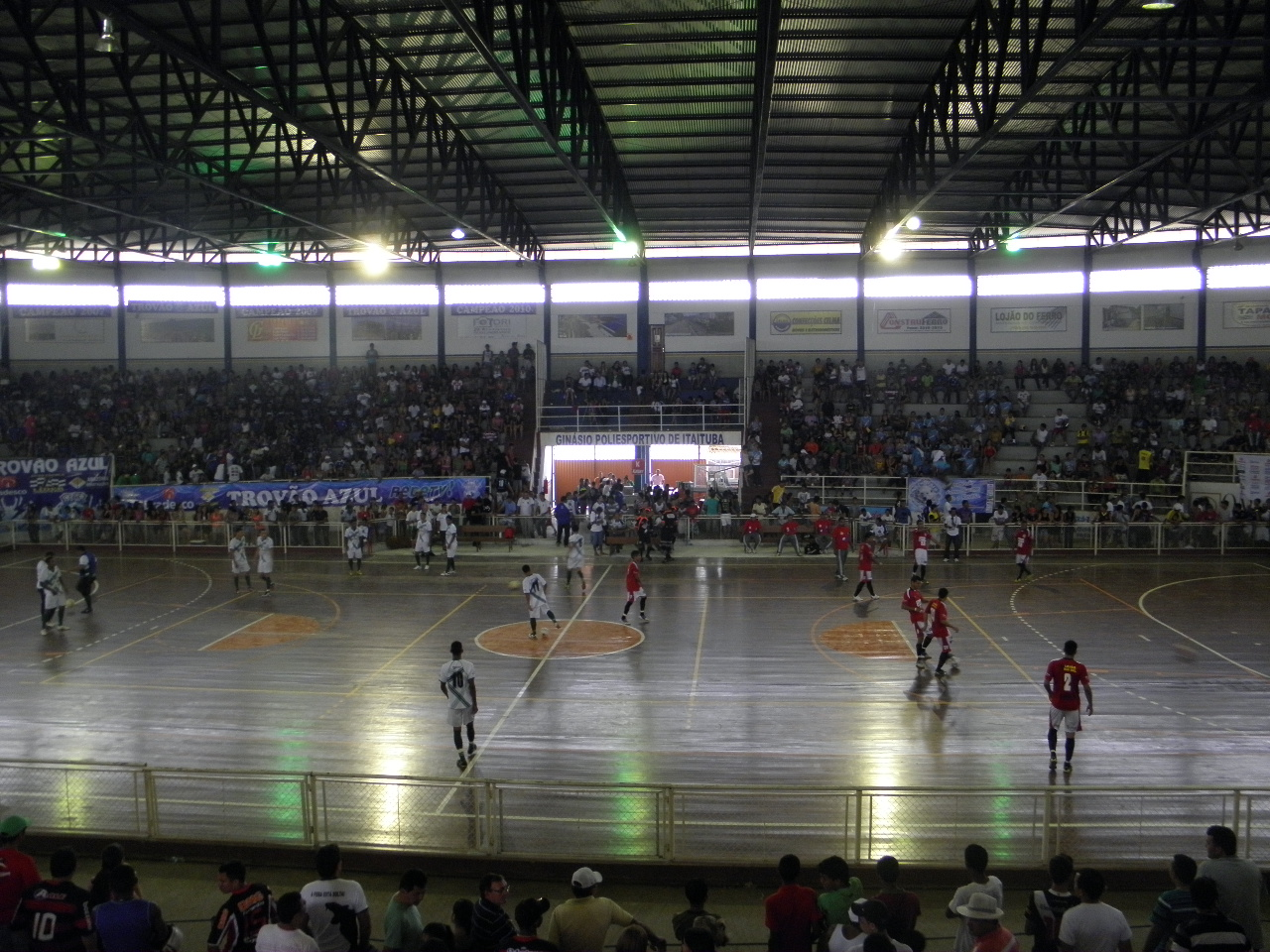
Gymnase de la ville, au sein duquel se déroule les principaux évènements sportifs, comme la Copa Ouro, retransmise sur la chaine Tv Tapajoara

Les deux principaux endroits pour pratiquer le sport dans la ville d'Itaituba sont le gymnase polysports (l'un des plus grands gymnases fermés du nord du Brésil) et le stade municipal Teófilo Olegário Furtado. L'une des principales compétitions sportives de la ville est la coupe d'or de futsal. La ville dispose également d'équipements sportifs au sein des écoles publiques, et dans d'autres lieux privés (par exemple, au sein de l'Associação Atlética Cearense, de l'Associação Atlética Banco do Brasil, et du Chapéu do Povo).
Outre le Secrétariat Municipal de la culture sportive et des sports, la LIDA (Itaitubense League of Athletic Sports) est responsable de la réalisation des événements sportifs de la ville. Un certain nombre de projets sportifs se développent au sein de la ville, par exemple le groupe GENASC, et l'école de football ZICO 10.